# Steve Cook
Steve Anthony Cook (* 19. April 1991 in Hastings) ist ein englischer Fußballspieler. Der Verteidiger gehörte beim AFC Bournemouth zu den Spielern, die überraschend innerhalb von drei Jahren den Aufstieg von der dritten Liga bis hinauf in die Premier League bewerkstelligten. Seit 2023 steht er bei den Queens Park Rangers unter Vertrag.

## Sportlicher Werdegang
Cook wurde im englischen Süden bei Brighton & Hove Albion ausgebildet. Dort blieb ihm jedoch der sportliche Durchbruch verwehrt und er verdingte sich häufig als Leihspieler bei zumeist unterklassigen Klubs. Als er im Oktober 2011 schließlich beim Drittligisten AFC Bournemouth ankam, startete die Karriere des damals 20-Jährigen durch. Anfang 2012 nahmen ihn die „Cherries“ dauerhaft unter Vertrag und er war als Innenverteidiger Stammspieler in der Mannschaft, die in der Saison 2012/13 den Aufstieg in die Zweitklassigkeit als Drittligavizemeister bewerkstelligte. Zwei Jahre später folgte der Durchmarsch in die Premier League und zu seinen Defensivqualitäten gesellte sich eine Torgefährlichkeit, die sich in fünf Ligatreffern in der Saison 2014/15 äußerte. 
Auch in der höchsten englischen Spielklasse fand er sich gut zurecht und seine vier Premier-League-Treffer waren auf dem Weg zum Klassenerhalt in der Spielzeit 2015/16 ein nicht unwesentlicher Faktor. Im Mai 2016 unterzeichnete Cook einen neuen Dreijahresvertrag in Bournemouth.
Steve Cook blieb auch in den anschließenden vier Spielzeiten in der Premier League Stammspieler in der Innenverteidigung des Erstligisten. In der Premier League 2019/20 stieg der AFC Bournemouth nach fünf Jahren wieder aus der höchsten Spielklasse ab. Der erhoffte direkte Wiederaufstieg wurde in der EFL Championship 2020/21 verpasst. Das Team um Steve Cook (42 Ligaspiele) erreichte als Tabellensechster die Aufstiegs-Play-offs, scheiterte dort jedoch vorzeitig am Tabellendritten und späteren Aufsteiger FC Brentford.
Nachdem er in der Saison 2021/22 verletzungsbedingt seinen Stammplatz in Bournemouth verloren hatte, entschied sich der 30-Jährige Anfang Januar 2022 nach zehn Jahren im Verein zu einem Wechsel und unterschrieb einen bis 2024 gültigen Vertrag beim Ligakonkurrenten Nottingham Forest. Mit seinem neuen Team stieg der Innenverteidiger am Saisonende durch einen Sieg im Aufstiegs-Play-off-Finale gegen Huddersfield Town in die Premier League auf. Nach zwölf Einsätzen in der Hinrunde der Premier League 2022/23 wurde er in der Rückrunde von Trainer Steve Cooper nicht mehr berücksichtigt. Anfang August 2023 wechselte er daher zum Zweitligisten Queens Park Rangers und unterzeichnete einen bis 2025 gültigen Vertrag.